# Cykas Thouarsův
Cykas Thouarsův (Cycas thouarsii) je rostlina z čeledi cykasovitých (Cycadaceae) ve třídě cykasy (Cycadopsida). Cycas thouarsii je jediným příslušníkem rodu rostoucím v Africe. Je pokládán za vývojově nejstarší rostlinu rodu cykas.
Pojmenován je po francouzském botanikovi Louis Marie Aubert Du Petit-Thouarsovi (1758–1831).

## Popis
Jedná se o velký cykas dorůstající až 10 m výšky. Vzhledově je velmi podobný druhu Cycas rumphii.

## Rozšíření
Cykas Thouarsův roste na Madagaskaru a ve východní Africe. U výskytu ve východní Africe není jasné, jestli se jedná o původní rostlinu nebo druh zavlečený arabskými obchodníky.

## Cykas Thouarsův v Česku
Relativně velkou rostlinu tohoto cykasu vlastní pražský skleník Fata Morgana.

## Ochrana
Jedná se o chráněnou rostlinu, jejíž přežití je v přírodě ohroženo. Druh Cycas thouarsii je zapsán na seznamu CITES II, který kontroluje obchod s ohroženými druhy.